# Jaxartia striolata
Jaxartia striolata är en fjärilsart som beskrevs av Nikolai Nikolaievich Filipjev 1949. Jaxartia striolata ingår i släktet Jaxartia och familjen nattflyn. Inga underarter finns listade i Catalogue of Life.